# Clement B. Shaw
Clement Burbank Shaw, född 18 oktober 1858 i Creston, Ohio, död 1938, var en amerikansk författare och översättare.
Shaw studerade efter avslutade universitetsstudier sång i London och Paris, varefter han slog sig ned i Chicago som sånglärare. Han var i flera av USA:s större städer körledare, särskilt vid uppförandet av oratorier. Under senare år översatte han svensk poesi till engelska; förutom ett hundratal poem av olika svenska skalder översatte han Esaias Tegnérs "Frithiofs saga" (första upplagan 1908; andra upplagan 1911), i vilken han fullständigt bibehöll originalets meter, och Johan Olof Wallins "Dödens ängel" ("The Angel of Death", 1910). År 1925 utgav han en engelsk översättning av Johan Ludvig Runebergs "Fänrik Ståls sägner". Han utgav dessutom Voice Culture (1894), The Footprints of Music (1895) och The Technique of Respiration (1910). Han översatte också flera av Richard Wagners musikdramer till engelska.